# 2-Metilbutirato de propila
2-Metilbutirato de propila, 2-Metilbutirato de n-propila ou 2-metilbutanoato de propila é o composto orgânico de fórmula C8H16O2 e massa molecular 144,21144. É o éster do ácido 2-metilbutírico do 1-propanol. Apresenta ponto de ebulição de 157 °C e densidade de 0,87. É classificado com o número CAS 37064-20-3 e CBNumber CB6477770.
Os ésteres metílico, etílio e propílico do ácido 2-metilbutanoico tem odor doce e de fruta, semelhante às bagas.